# Amphicteis vestis
Amphicteis vestis är en ringmaskart som beskrevs av Hartman 1965. Amphicteis vestis ingår i släktet Amphicteis och familjen Ampharetidae. Inga underarter finns listade i Catalogue of Life.